# Tom Clancy's Ghost Recon Predator
Tom Clancy's Ghost Recon Predator (Tom Clancy's Reconocimiento Fantasma Depredadores) es un videojuego perteneciente al género de disparos tácticos, desarrollado por los estudios Virtuos, publicado por la empresa Ubisoft para la PlayStation Portable, y publicado en el año 2010.

## Jugabilidad
En Predator, el jugador debe liderar a su escuadrón de élite en la búsqueda de terroristas en las selvas de Sri Lanka.

## Argumento
En las profundidades de las selvas de Sri Lanka, los fantasmas tienen 72 horas para preparar el camino para una fuerza de invasión estadounidense. Los fantasmas descubren pruebas de que han estado atacando al enemigo equivocado. Ahora deben actuar antes de que la inteligencia falsificada atraiga a Estados Unidos a una guerra impredecible y devastadora.
En primer lugar, los fantasmas atacan el área de reclutamiento de los activistas, un grupo que trata sobre la revolución y que se sospecha atacó a las embarcaciones mineras del mar estadounidense y masacró a las tripulaciones. Después de despejar la instalación de reclutamiento, los fantasmas sacan un importante campo de activistas y un importante suministro de energía local para paralizar a los activistas. Una vez hecho esto, los Fantasmas tienen la tarea de eliminar al líder enemigo, cuyo nombre en clave es "El Maestro". Una vez que El Maestro es eliminado, los fantasmas son emboscados por los leales, otro grupo mucho mejor entrenado que quiere la revolución en Sri Lanka.

## Recepción
El juego se encontró con una recepción mixta después de su lanzamiento; GameRankings le dio un puntaje de 56%, mientras que Metacritic le dio 54 de 100. El juego fue considerado un éxito comercial.